# Martin Hrubý
Martin Hrubý (* 16. dubna 1969, Moravská Třebová) je český herec.

## Život
Po studiu gymnázia přijat na Filozofickou fakultu UK v Praze obor historie. Během studia se stal členem studentského divadla PIBIMPAP-RIZOTO. Ještě za studií nastoupil do prvního profesionálního angažmá v Divadle Příbram, kde se setkal s režisérkou Marií Lorencovou, která ovlivnila jeho první kroky na jevišti. V sezóně 1996–1997 působil v Divadle Vítězslava Nezvala v Karlových Varech odkud odešel do Východočeského divadla v Pardubicích, kde působil až do června 2003.
V květnu 2003 přijímá nabídku do Městského divadla v Mladé Boleslavi, kde s režisérem Milošem Horanským zkouší roli Morlocka ve Weisenbornově dramatizaci Hugova románu Muž, který se směje pod názvem „Lofter aneb Ztracená tvář“.

## Divadelní role, výběr
- Oldřich Daněk: Kulhavý mezek, Jakub Grundle
- Alejandro Casona: Jitřní paní, Martin Narcés
- Marcel Achard: Idiotka, Camille Sevigné
- Eurípidés: Médeia, Iásón
- William Shakespeare: Sen noci svatojánské, Fortel
- Beth Henleyová: Zločiny srdce, doktůrek Porter
- Hervé: Mam'zelle Nitouche, poručík Champlatreux
- Šolom Alejchem: Šumař na střeše, Mendl
- Jaroslav Vrchlický: Noc na Karlštejně, Bušek

## Televizní role
- Ulice (2013-2014)
- Odvolací soud (2019-2019)